# Terry Kath
Terry Alan Kath (ur. 31 stycznia 1946 w Chicago, zm. 23 stycznia 1978 w Los Angeles, Kalifornia) – amerykański muzyk rockowy, gitarzysta zespołu Chicago.

## Kariera
W drugiej połowie lat sześćdziesiątych grał w zespole Jimmy and the Gentelman, później przeszedł do zespołu Chicago, z którym wydał w 1969 pierwszą płytę i pozostał w nim do śmierci. Chociaż był gitarzystą, grywał także na akordeonie, bębnach i banjo, a także próbował swoich sił w śpiewaniu. Tworzył muzykę pop, blues, rock and roll i jazz. 
Zmarł w roku 1978 - na przyrządzonym przez siebie przyjęciu strzelił sobie przypadkowo w głowę. Odszedł młodo, w swoim pokoju hotelowym, gdzie czyścił broń w towarzystwie przyjaciół. W pewnym momencie muzyk, śmiejąc się, przytknął sobie lufę do skroni i pociągnął za spust. Wcześniej zdołał powiedzieć tylko: "Nie bójcie się, nie jest naładowany".

## Dyskografia
- The Chicago Transit Authority (1969)
- Chicago (1970)
- Chicago III (1971)
- Chicago at Carnegie Hall (1971)
- Chicago V (1972)
- Chicago VI (1973)
- Chicago VII (1974)
- Chicago VIII (1975)
- Chicago IX (1975)
- Chicago X (1976)
- Chicago XI (1977)
- The Innovative Guitar of Terry Kath (1997)